# Dovhalivka, Velîka Bahacika
Dovhalivka (în ucraineană Довгалівка) este un sat în așezarea urbană Velîka Bahacika din regiunea Poltava, Ucraina.

## Demografie
Componența lingvistică a localității Dovhalivka
     Ucraineană (97,78%)
     Rusă (1,41%)
     Alte limbi (0,8%)
Conform recensământului din 2001, majoritatea populației localității Dovhalivka era vorbitoare de ucraineană (97,78%), existând în minoritate și vorbitori de rusă (1,41%).